# Historique du parcours européen de l'Union beynoise
Cet article présente les différentes campagnes européennes réalisées par le Union beynoise depuis sa fondation en 1921.

## Section homme

### Coupe d'Europe

#### 1983-1984
Coupe des vainqueurs de coupe :
|   | Tour                      | Club                    | Aller | Total | Retour | Club           |   |
| - | ------------------------- | ----------------------- | ----- | ----- | ------ | -------------- | - |
| 1 | Premier tour préliminaire | Teknoelektronica Teramo | 20-15 | 48-42 | 28-27  | Union beynoise | 2 |

#### 1986-1987
Coupe des vainqueurs de coupe :
|   | Tour                      | Club           | Aller | Total | Retour | Club            |   |
| - | ------------------------- | -------------- | ----- | ----- | ------ | --------------- | - |
| 3 | Premier tour préliminaire | Union beynoise | 18-16 | ?-?   | ?-?    | HC Berchem      | 4 |
| 5 | 1/8 de finale             | Union beynoise | 23-25 | 41-51 | 18-26  | USAM Nîmes Gard | 6 |

#### 1992-1993
Coupe EHF :
|   | Tour                      | Club           | Aller | Total | Retour | Club            |   |
| - | ------------------------- | -------------- | ----- | ----- | ------ | --------------- | - |
| 7 | Premier tour préliminaire | Union beynoise | 25-25 | 40-48 | 15-23  | ASKO Linde Linz | 8 |

#### 1993-1994
Coupe des vainqueurs de coupe :
|    | Tour               | Club           | Aller | Total | Retour | Club           |    |
| -- | ------------------ | -------------- | ----- | ----- | ------ | -------------- | -- |
| 9  | Seizième de finale | Union beynoise | 22-19 | 45-42 | 23-23  | Zaglebie Lubin | 10 |
| 11 | Huitième de finale | GOG Gudme      | 28-19 | 50-40 | 21-22  | Union beynoise | 12 |

#### 1994-1995
Coupe Challenge:
|    | Tour                       | Club           | Aller | Total | Retour | Club                     |    |
| -- | -------------------------- | -------------- | ----- | ----- | ------ | ------------------------ | -- |
| 9  | Premier tour préliminaire  | Union beynoise | 24-12 | 56-35 | 32-23  | HC Gtu Shevardeni-Telavi | 10 |
| 11 | Deuxième tour préliminaire | Cadagua Galdar | 32-20 | 63-47 | 27-31  | Union beynoise           | 12 |

#### 1996-1997
Coupe EHF :
|    | Tour           | Club          | Aller | Total | Retour | Club           |    |
| -- | -------------- | ------------- | ----- | ----- | ------ | -------------- | -- |
| 13 | 1/16 de finale | BM Granollers | 24-19 | 52-47 | 28-19  | Union beynoise | 14 |

#### 1997-1998
Coupe EHF :
|    | Tour           | Club           | Aller | Total | Retour | Club             |    |
| -- | -------------- | -------------- | ----- | ----- | ------ | ---------------- | -- |
| 15 | 1/16 de finale | Union beynoise | 24-21 | 41-52 | 17-31  | Thrifty Aalsmeer | 16 |

#### 1999-2000
Coupe des vainqueurs de coupe :
|    | Tour           | Club          | Aller | Total | Retour | Club           |    |
| -- | -------------- | ------------- | ----- | ----- | ------ | -------------- | -- |
| 17 | 1/16 de finale | UHC Stockerau | 36-24 | 66-44 | 20-20  | Union beynoise | 18 |

#### 2001-2002
Coupe EHF
|    | Tour                       | Club                   | Aller | Total | Retour | Club           |    |
| -- | -------------------------- | ---------------------- | ----- | ----- | ------ | -------------- | -- |
| 19 | Premier tour préliminaire  | HC Mamuli Tbilisi      | 15-31 | 27-69 | 12-38  | Union beynoise | 20 |
| 21 | Deuxième tour préliminaire | Prevent Slovenj Gradec | 35-25 | 63-48 | 28-23  | Union beynoise | 22 |

Coupe Challenge:
|    | Tour                        | Club           | Aller | Total | Retour | Club           |    |
| -- | --------------------------- | -------------- | ----- | ----- | ------ | -------------- | -- |
| 23 | Troisième tour préliminaire | SKIF Krasnodar | 38-22 | 67-35 | 29-13  | Union beynoise | 24 |

#### 2003-2004
Coupe Challenge :
|    | Tour                        | Club           | Aller | Total | Retour | Club         |    |
| -- | --------------------------- | -------------- | ----- | ----- | ------ | ------------ | -- |
| 24 | Troisième tour préliminaire | Union beynoise | 23-32 | 50-62 | 27-30  | IFK Ystad HK | 25 |

#### 2004-2005
Coupe EHF :
|    | Tour                       | Club           | Aller | Total | Retour | Club        |    |
| -- | -------------------------- | -------------- | ----- | ----- | ------ | ----------- | -- |
| 26 | Deuxième tour préliminaire | Union beynoise | 24-28 | 53-58 | 29-30  | PAC Athènes | 27 |

#### 2005-2006
Coupe EHF :
|    | Tour                      | Club           | Aller | Total | Retour | Club      |    |
| -- | ------------------------- | -------------- | ----- | ----- | ------ | --------- | -- |
| 28 | Premier tour préliminaire | Union beynoise | 24-31 | 43-55 | 19-24  | ABC Braga | 29 |

## Bilan
| Coupe                                  | Matchs Joués | Victoires | Nuls | Défaites | Buts marqués | Buts encaissés |
| Ligue des Champions                    | 0            | 0         | 0    | 0        | 0            | 0              |
| Coupe EHF                              | 14           | 3         | 1    | 10       | 234          | 297            |
| Coupe des vainqueurs de coupe de l'EHF | 5            | 3         | 0    | 2        | 115          | 101            |
| Coupe Challenge                        | 8            | 3         | 0    | 5        | 199          | 227            |
| Supercoupe de l'EHF                    | 0            | 0         | 0    | 0        | 0            | 0              |
| TOTAL                                  | 27           | 9         | 1    | 17       | 548          | 625            |

### Adversaires européens
| - ASKO Linde Linz - UHC Stockerau - BM Granollers - Cadagua Galdar - USAM Nîmes Gard - HC Gtu Shevardeni-Telavi - HC Mamuli Tbilisi - PAC Athènes - Teknoelektronica Teramo - HC Berchem - Thrifty Aalsmeer - ABC Braga - SKIF Krasnodar - Prevent Slovenj Gradec - IFK Ystad HK |